# Алюмен
«Алюмен» — роман-трилогия Генри Лайона Олди и Андрея Валентинова, написанный на стыке жанров мягкой НФ, хронооперы и технофэнтези.
Роман представляет собой художественное переложение событий начала XIX в. в нескольких странах (Франция, Китай, Великобритания, Дания, Российская империя). Наибольшее внимание авторов посвящено развитию науки и техники, а также параллельное рассмотрение множества оккультных практик. Две ветви развития человечества представлены в качестве антагонистических. Трилогия объединена общими героями. Кроме того, за развитием ситуации наблюдают потомки Человечества, также имеющие свои цели. Название романа «алюмен» — прозвище Ханса Кристиана Эрстеда, который открыл способ производства алюминия.

## Сюжет
- «Механизм Времени» — первый роман трилогии, выпущен в 2008 году. Действие разворачивается в начале XIX в. во Франции, Дании и Китае. Друг молодого математика Эвариста Галуа Огюст Шевалье, французский революционер, сталкивается со странной смертью друга. Так как полиция не желает расследовать обстоятельства его гибели, Огюст начинает собственное расследование. При встрече с мистиком и оккультистом фон Книгге подвергается инициации и начинает видеть будущее. Бумаги погибшего друга являются важным элементом общественного прогресса, что приводит Шевалье ко встрече с Эрстедом, который в компании друзей путешествует по Европе и Азии.
- «Механизм Пространства» — второй роман трилогии, выпущен в 2009 году, является продолжением «Механизма Времени».
- «Механизм Жизни» — заключительная часть трилогии, выпущена в 2009 году.

## Создание и издания
| Год  | Издательство | Место издания | Серия                                                                         | Тираж | Примечание                                                                             | Источник |
| ---- | ------------ | ------------- | ----------------------------------------------------------------------------- | ----- | -------------------------------------------------------------------------------------- | -------- |
| 2009 | Эксмо        | Москва        | Стрела Времени. Миры Г. Л. Олди, Стрела Времени                               | 12000 | Первая часть романа-эпопеи «Алюмен». Иллюстрация на обложке В. Бондаря.                | [ 2 ]    |
| 2009 | Эксмо        | Москва        | Стрела Времени (соавторства), Стрела Времени. Миры Г. Л. Олди, Стрела Времени | 10000 | Вторая часть романа-эпопеи «Алюмен». Иллюстрация на обложке В. Бондаря.                | [ 3 ]    |
| 2009 | Эксмо        | Москва        | Стрела Времени (соавторства), Стрела Времени. Миры Г. Л. Олди, Стрела Времени | 10100 | Третья заключительная часть романа-эпопеи «Алюмен». Иллюстрация на обложке В. Бондаря. | [ 4 ]    |
| 2010 | Эксмо        | Москва        | Легенды. Генри Лайон Олди                                                     | 3100  | Трилогия «Алюмен» в одном томе. Иллюстрация на переплете В. Бондаря                    | [ 5 ]    |

## Награды и премии
Роман неоднократно отмечен премиями :
- «Итоги года» 2009 от журнала «Мир Фантастики» в номинации «Книги — Сюрприз года»
- Басткон 2010. Премия «Баст». 2-е место
- РосКон 2010, 3-е место в номинации «Роман» («Бронзовый РОСКОН»)
- Серебряная стрела 2010 в номинации «Со-творение» (лучшее соавторство)
- Бронзовый Икар 2010 в номинации «Лучшее художественное произведение»